# フリーデリケ・フォン・ハノーファー (1848-1926)
フリーデリケ・フォン・ハノーファー・ウント・クンバーラント（ドイツ語: Friederike von Hannover und Cumberland, 1848年1月9日 - 1926年10月16日）は、ハノーファー王女およびカンバーランド公女、グレートブリテン及びアイルランド王女。

## 生涯
1848年1月9日、ハノーファー王太子ゲオルク（後のハノーファー王ゲオルク5世）とその妃であったザクセン＝アルテンブルク公女マリー（ヨーゼフの長女）の間に長女（第2子）としてハノーファーで生まれた。
1866年1月には、フリーデリケとプロイセン王子アルブレヒトの結婚の交渉がプロイセン宰相オットー・フォン・ビスマルクの意向を受けたアドルフ・ルートヴィヒ・フォン・プラテン＝ハラームントによって開始された。しかしこれはプロイセンとハノーファーの間の緊張が高まったため破談となった。同年に勃発した普墺戦争においてハノーファーはオーストリア側に付いて敗れ、ハノーファーはプロイセンに併合された。フリーデリケを含むハノーファー王室一家はオーストリアへ亡命し、グムンデンのクンバーラント城（ゲオルク5世が帯びていたグレートブリテン貴族の爵位カンバーランド公に由来する）に住んだ。
又従弟にあたるイギリスのオールバニ公レオポルドや、オランダのオラニエ公アレクサンダーらに求婚されたがフリーデリケは断り、ザクセン＝コーブルク＝ゴータ公国の官僚の子で、ゲオルク5世の侍従であったアルフォンス・フォン・パーヴェル＝ラッミンゲン（1843年 - 1932年）と恋愛結婚した。アルフォンスとの結婚式は1880年4月24日に行われた。なおアルフォンスは先立って同年3月19日にイギリスに帰化している。結婚後二人はハンプトン・コート宮殿に一室を与えられた。またウィンザー城やオズボーン・ハウスへしばしば招かれた。
フリーデリケは多くの慈善活動のパトロンとなった。1881年8月には出産後に病院から追い出された貧しい産褥婦のための施設「Convalescent Home」を設立した。また父ゲオルク5世が盲人であったこともあり、アッパー・ノーウッドのRoyal Normal College and Academy of Music for the Blindに寄付を行なった。他に彼女がパトロンとなったものにはTraining College for Teachers of the Deaf、Strolling Players' Amateur Orchestral Society、Hampton Court and Dittons Regatta、Home for Foreign Governesses、Mission to the French in London、Royal Society for the Prevention of Cruelty to Animalsがある。
フリーデリケとアルフォンスは1898年にハンプトン・コート宮殿から退去し、以前から休暇で訪れていたフランスのビアリッツでイングランドよりも多くの時間を過ごすようになった。
1926年10月16日にビアリッツで死去し、ウィンザー城の聖ジョージ礼拝堂にある王族納骨堂に葬られた。

## 子女
アルフォンスとの間に1女が生まれたが、早世した。
- ヴィクトリア・ジョージナ・ベアトリス・モード・アン（1881年3月7日 - 3月27日）